# 湯瀨停車區
湯瀨停车区（平假名：ゆぜパーキングエリア）是位於秋田縣鹿角市的東北自動車道之停车区，位置接近湯瀨溫泉站。由東日本高速公路管理。

## 連接道路
- 東北自動車道

## 历史
- 1983年10月20日 - 東北自動車道安代IC至鹿角八幡平IC開通，此停车区也同時啟用。

## 停车区設施
- 上行線（仙台、福島、東京方向）
  - 停車場
    - 小型車
    - 大型車

  - 廁所
    - 男士 大型 2（和式1、西式1）、小型5
    - 女士 5（和式4、西式1）
    - 輪椅人士專用 1

  - 自動售賣機
- 下行線（青森方向）
  - 停車場
    - 小型車
    - 大型車

  - 廁所
    - 男士 大型 2（和式1、西式1）、小型5
    - 女士 5（和式4、西式1）
    - 輪椅人士專用 1

  - 自動售賣機

## 湯瀨巴士站
- 停車路線
  - 由秋北巴士、岩手縣北巴士及岩手縣交通經營的陸奧號
    - 經田山往盛岡車站
    - 經花輪、大瀧溫泉往大館車站

  - 由岩手縣交通經營的盛岡、十和田號
    - 經盛岡車站
    - 經鹿角溫泉、大湯溫泉往十和田湖車站

## 鄰近設施
東北自動車道
(47)安代IC - 田山停车区 - 湯瀨停车区 - (48)鹿角八幡平IC

## 相關項目
- 日本服務區與休息區一覽

## 外部連結
- 東日本高速道路株式會社 （页面存档备份，存于）
  - e-NEXCO服務區與休息區情報